# Katamnese
Die Katamnese (von griech. κατάμνησις katamnêsis: κατά (katá) = gänzlich, μνησις (mnẽsis) = das Erinnern; gebildet nach Anamnese) ist ein Bericht, den ein Arzt oder Therapeut nach einer Behandlung erstellt, z. B. nach Entlassung des Patienten aus einem Krankenhaus. Sie dient dazu, den Behandlungserfolg zu überprüfen und zu dokumentieren.
Siehe auch: Anamnese, Epikrise